# Jan Umlauf
Jan Umlauf (21. května 1825 Mlýnice u Červené Vody – 9. ledna 1916, Kyšperk) byl český akademický malíř a fotograf.

## Život
Narodil se jako třetí dítě do rodiny malíře a řezbáře Dominika Umlaufa (1792–1872) a jeho manželky Marianny, rozené Pubitschkové; oba rodiče pocházeli ze selského rodu. Otec vlastnil grunt a pro výtvarnou profesi neměl odborné vzdělání, ale dokázal se jí uživit. Oproti tomu jeho synové Ignác (Hynek 1821–1851) a Jan se stali malíři; studovali malířství na Akademii výtvarných umění v Praze a od roku 1839 na akademii ve Vídni. Mezi jinými byl ve Vídni jejich učitelem Josef Führich.
Na rozdíl od staršího, nadanějšího, avšak předčasně zemřelého bratra Ignáce (Hynka), který působil v zahraničí, se Jan vrátil do Kyšperka a věnoval se především chrámové malbě, jak oltářním obrazům, tak nástěnným malbám. Tehdy to byl i mimo velká města poměrně jistý zdroj obživy. Dále se věnoval portrétní malbě. Nepohrdl ani méně významnými zakázkami, například malbou terčů nebo znaků pro vývěsní štíty. O tom, že byl majetným občanem města, svědčilo mimo jiné jeho volební právo do obecního zastupitelstva, přiznávané na základě výše majetku.
Byl dvakrát ženatý, ale zemřel bez potomků. Dožil nevidomý. Zemřel 9. ledna 1916 v Kyšperku.  Pohřben byl v rodinné hrobce na zdejším hřbitově.

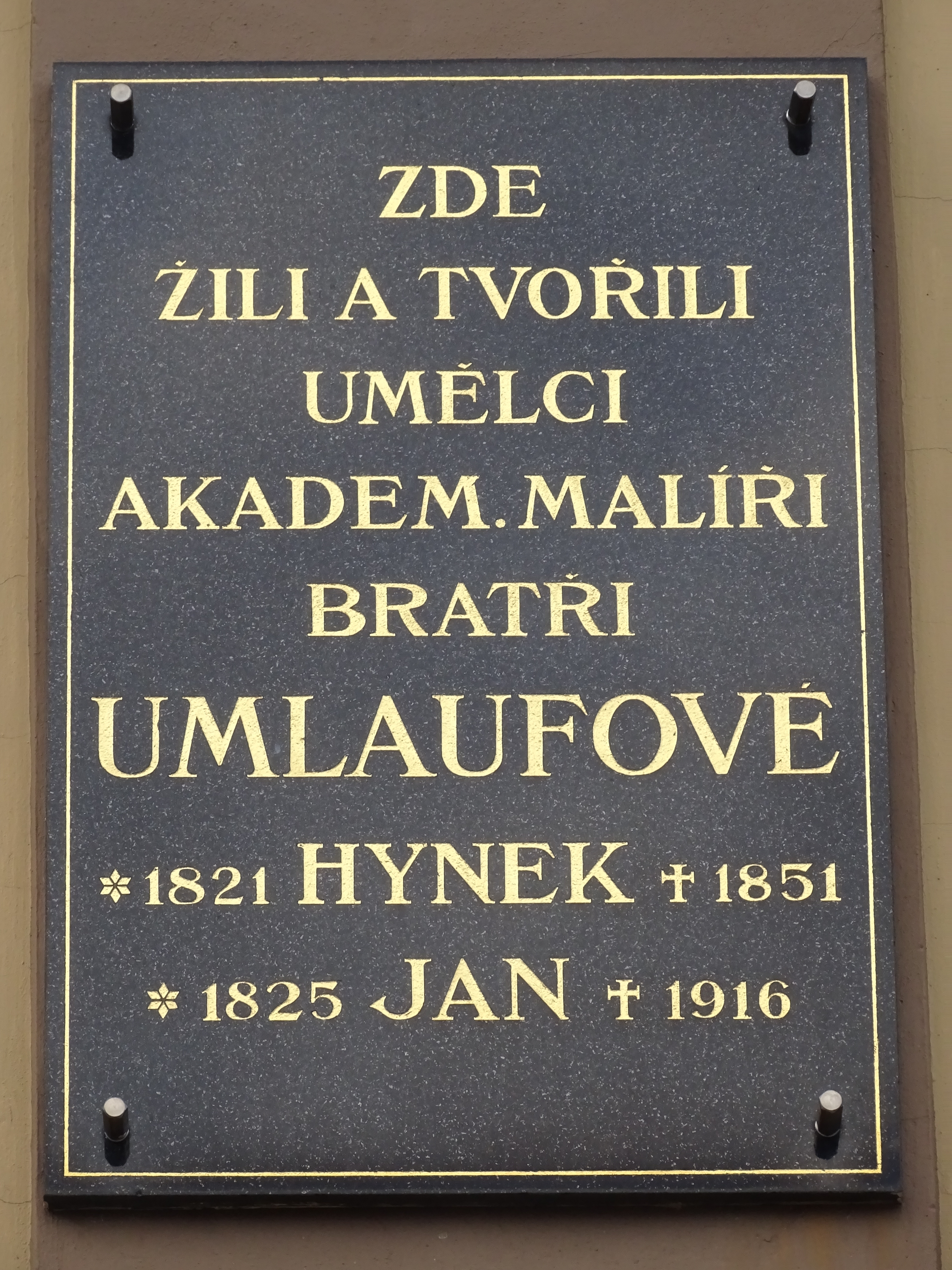
Pamětní deska v Letohradě

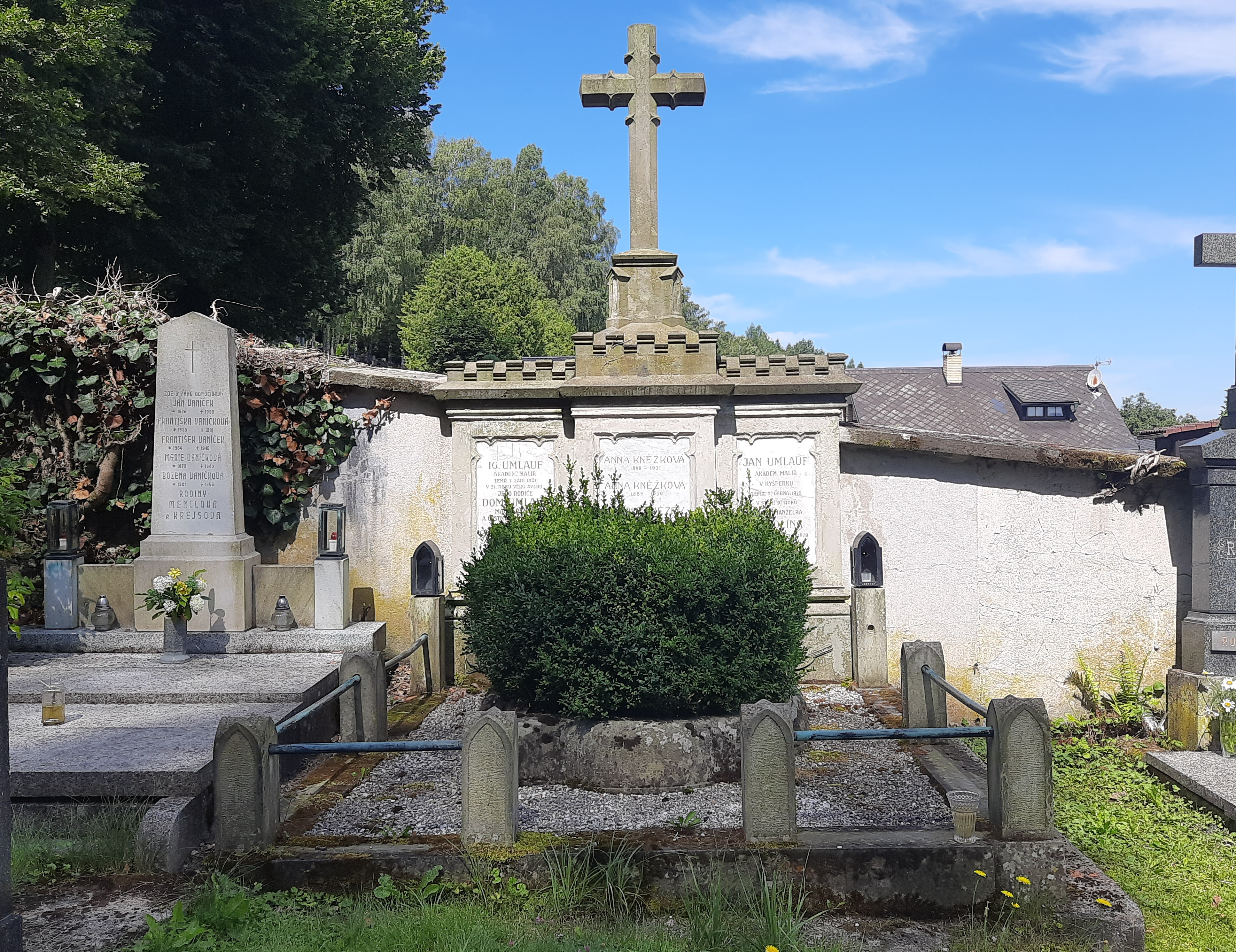
Hrobka rodiny Umlaufovy na hřbitově v Letohradě

## Dílo (výběr)

### Chrámová malba
Byl autorem více než 300 oltářních obrazů a více než 20 křížových cest, do více než 100 kostelů v okolí Kyšperka, na Ústecku a Lanškrounsku, na Moravě i ve vzdálenějších krajích Čech
- 66 motivů na klenbách a stěnách ambitů poutního areálu na Svaté hoře u Příbrami.
- 12 obrazů v Galerii pod radnicí v Ústí nad Orlicí[4]
  - Nechte maličkých přijíti ke mně
  - Panna Maria královna andělů
- Narození Páně (Svatá noc s klaněním pastýřů a darovníky), oltářní obraz ve farním kostele v Letohradu
- V kostele sv. Ignáce v Praze[5]: 
  - Podobenství o ztraceném synovi- tři fresky podle předlohy Josefa Führicha v kapli zemřelých (Dušičkové)
  - Oltářní obraz blahoslaveného Petra Fabera v kapli sv. Aloise z Gonzagy
- Oltářní obraz v kostele sv. Václava v Jažlovicích u Říčan.

### Portréty
Vytvořil asi 400 portrétů, portrétoval mnoho předních měšťanů, jejich žen  i dětí v Kyšperku, v Ústí nad Orlicí a jinde.
- Portrét  kněze a hudebníka Antonína Buchtela
- Portrét Františka Hostinského
- Portrét Josefa Barvínka
- Portrét lékaře a starosty Josefa Vepřeka
- Portrét obchodníka Františka Kryštofka
- Portrét paní F.B. (1844)
- Portrét muže s psíkem, Galerie moderního umění Hradec Králové[6]
- Soubor obrazů na zámku v Letohradě, Umlaufův odkaz „jeho“ městu, místní Vojáčkově školní galerii, mj. portréty rodičů.

### Terče, vývěsní cedule a štíty
- Střelecké terče pro střelecký spolek v Králíkách
- Erbovní štíty

## Fotografie
Jan patřil k průkopníkům fotografie. Fotografoval především krajiny z let 1865 až 1875, a to z okolí Letohradu a Příbrami.

## Galerie

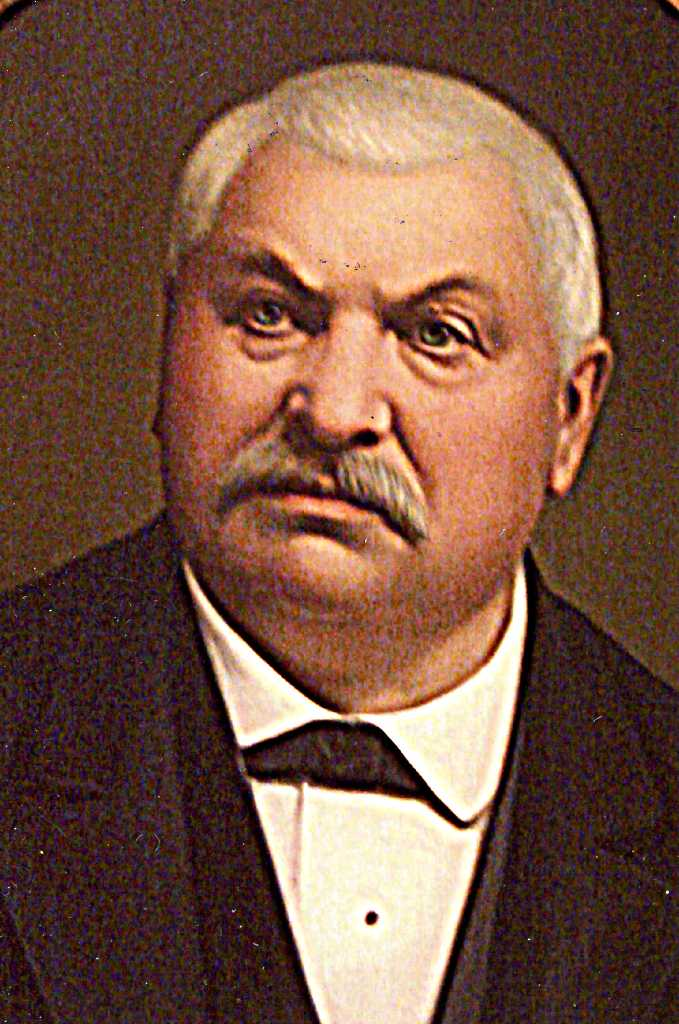
Portrét Františka Hostinského
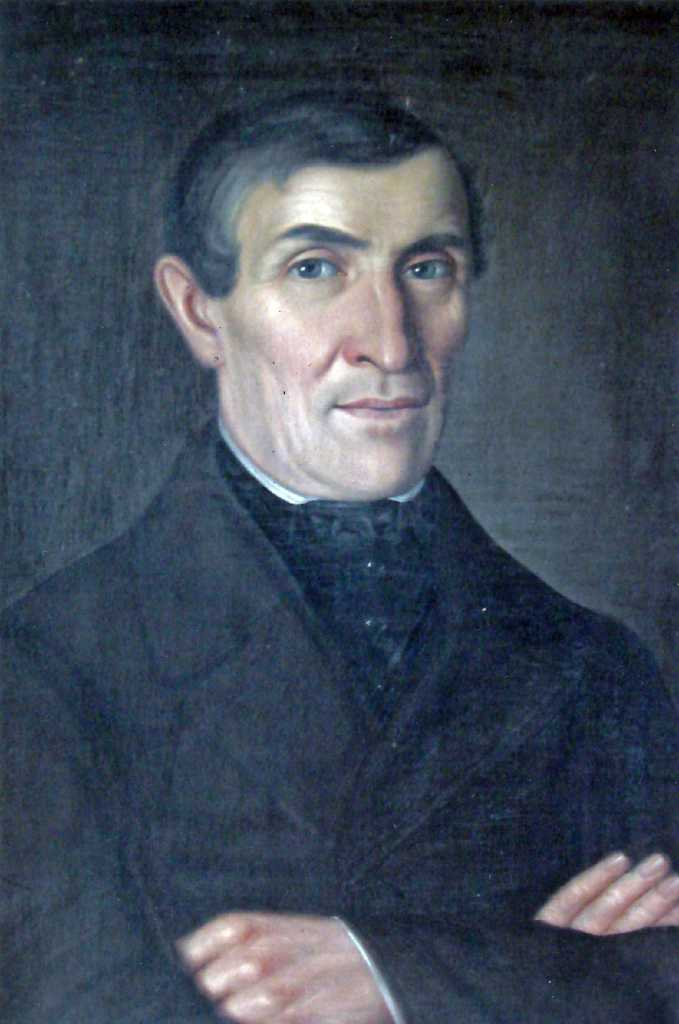
Portrét Josefa Barvínka
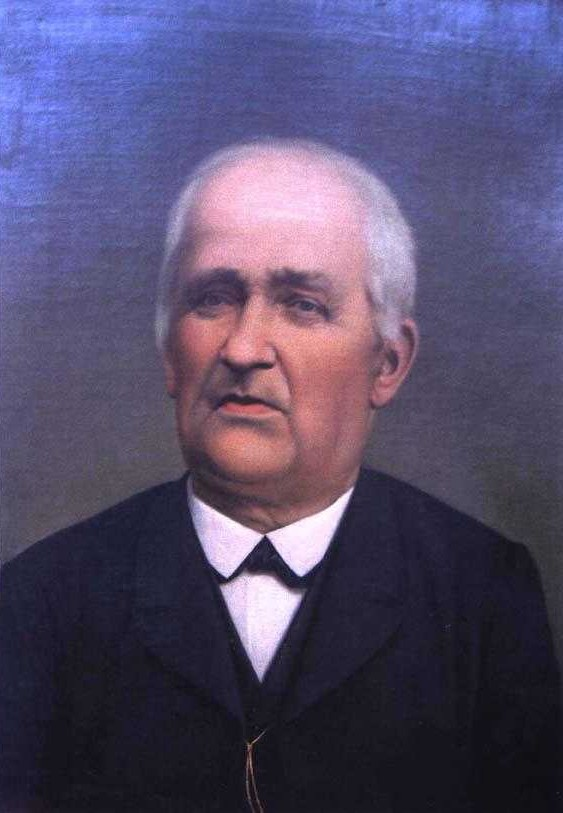
Portrét lékaře a starosty Josefa Vepřeka
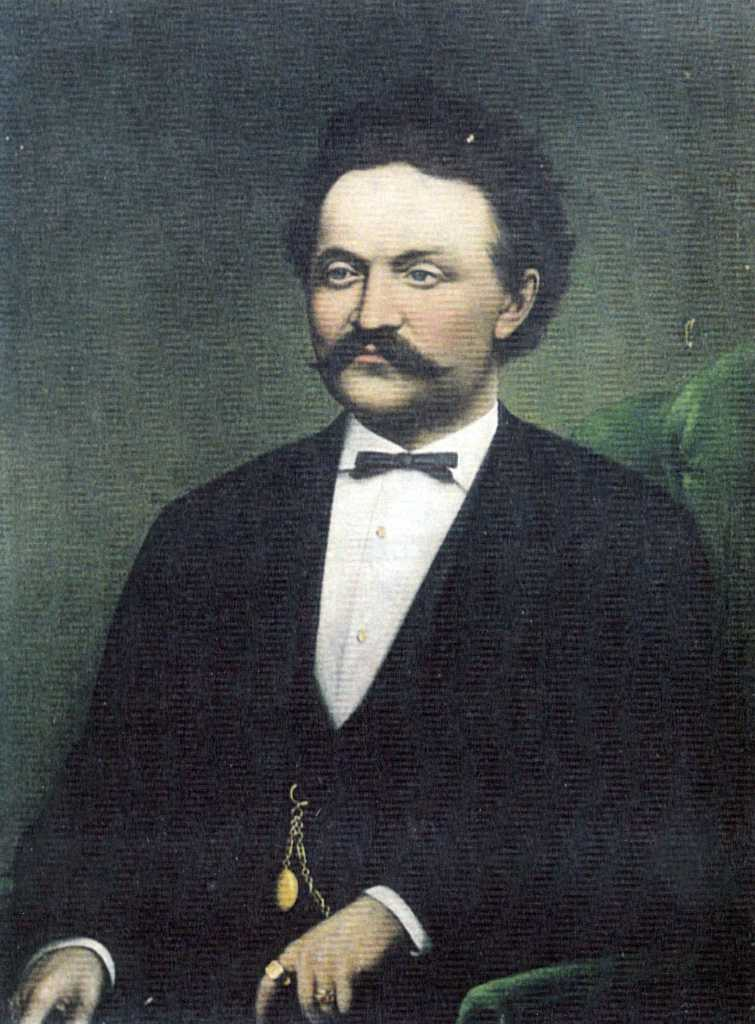
Portrét obchodníka Františka Kryštofka
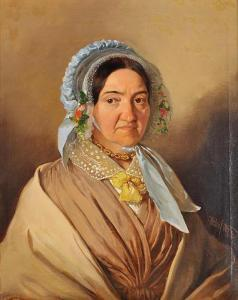
Portrét paní F. B. (1844)
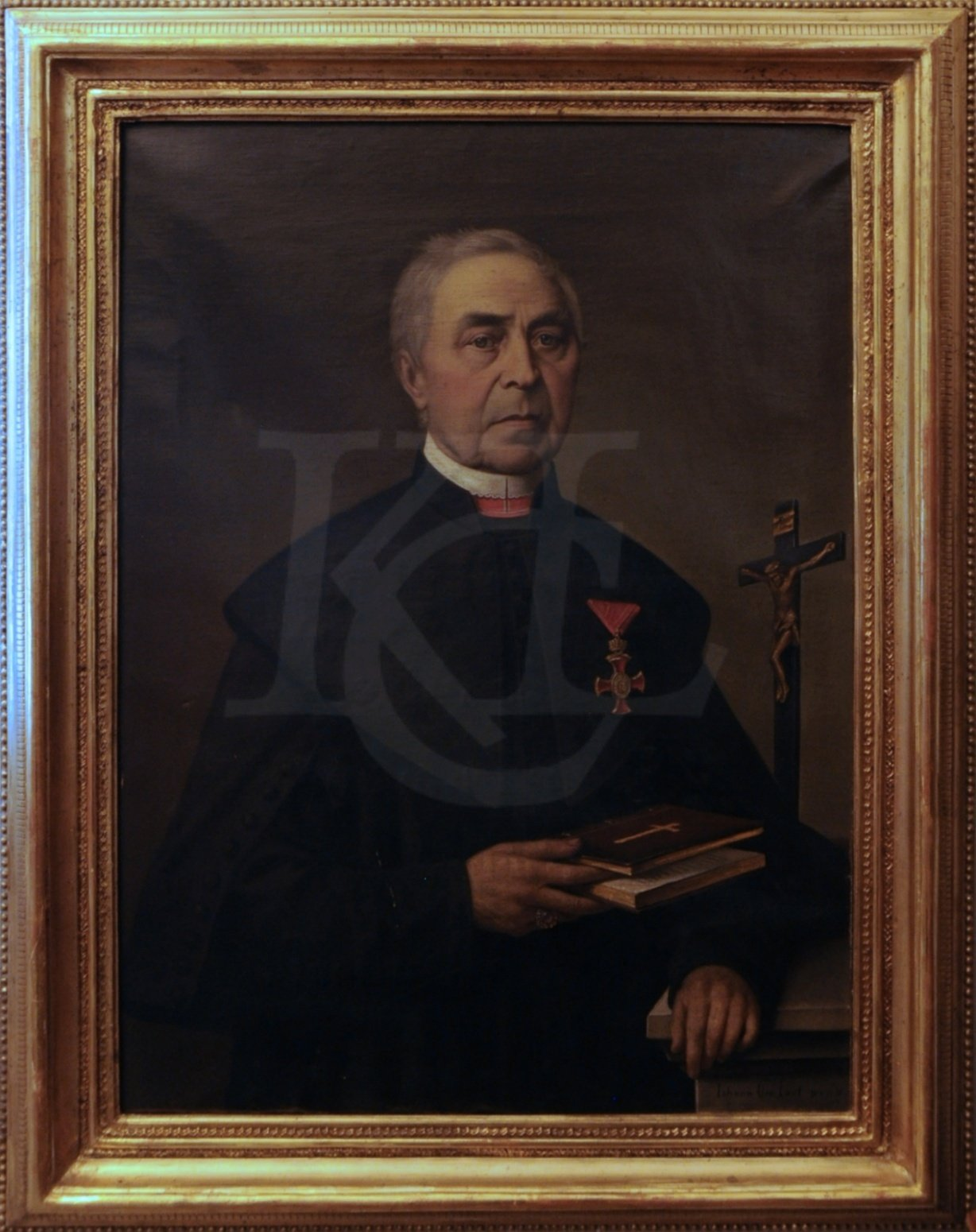
Portrét Antonína Buchtela